# Souk En Nhas

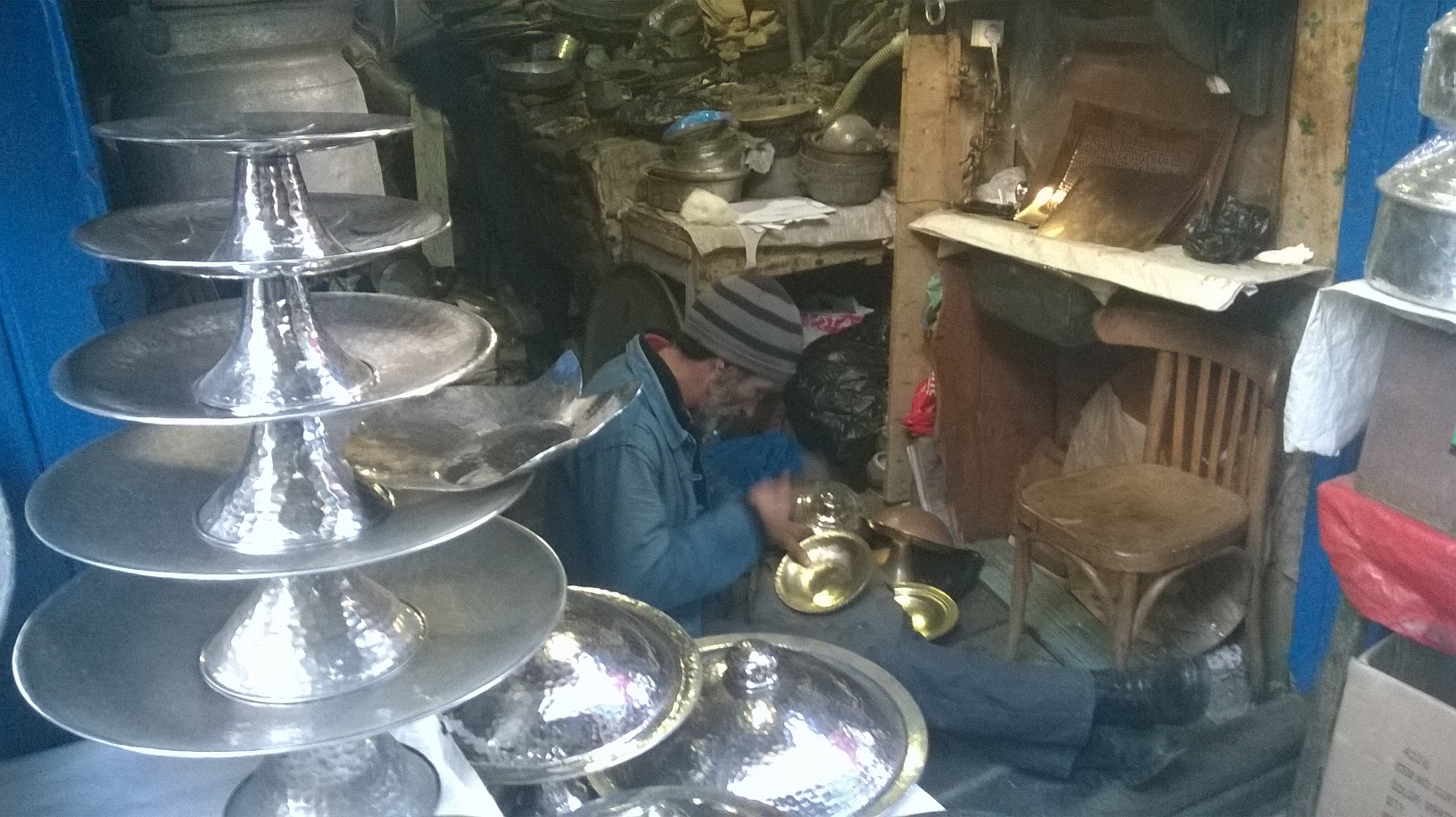
Artisan du souk En Nhas.

Le souk En Nhas (arabe : سوق النحاس) ou souk du Cuivre est l'un des souks de la médina de Tunis. Il est spécialisé dans la vente des ustensiles en cuivre.

## Localisation

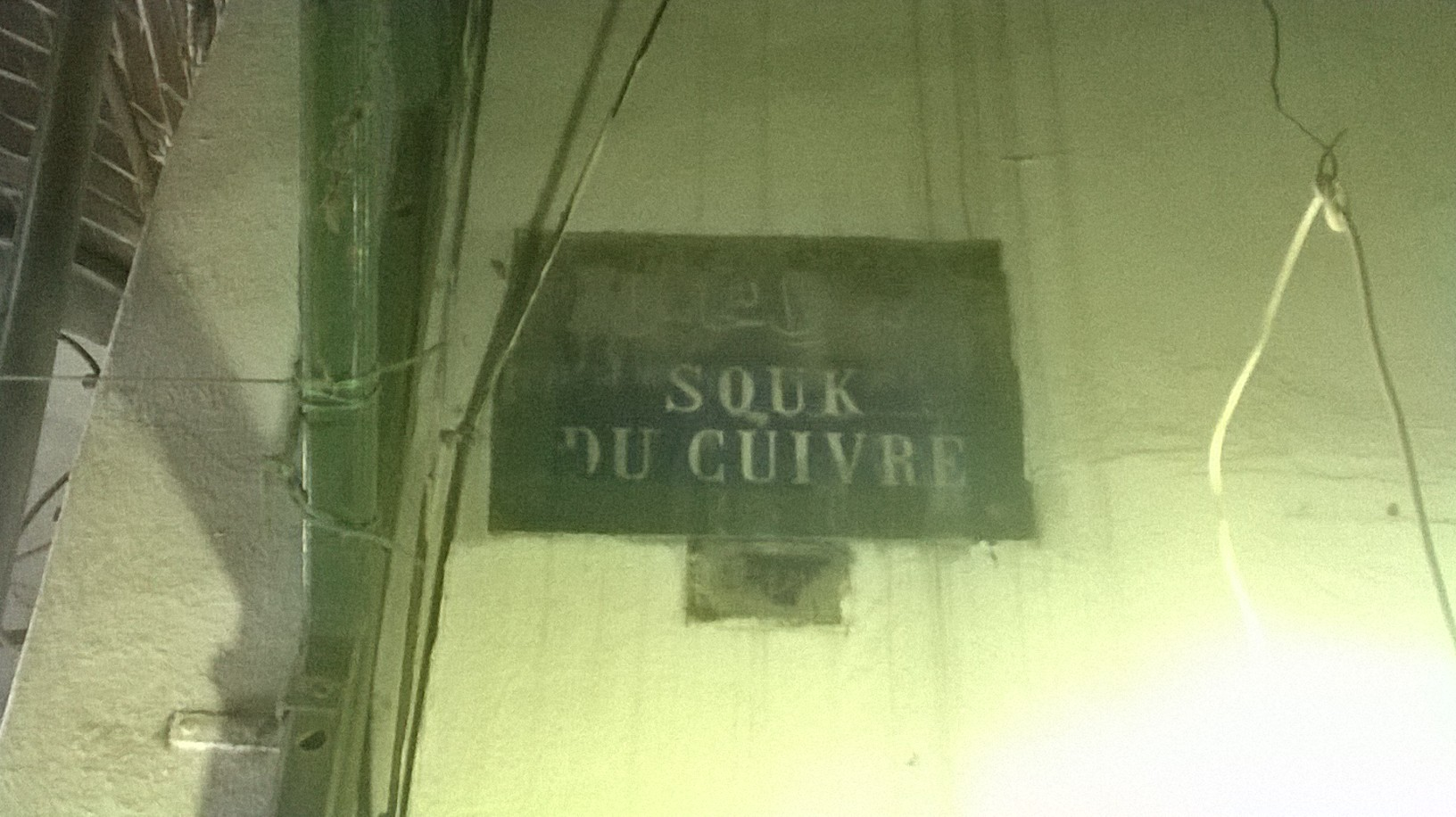
Plaque métallique indiquant le souk du Cuivre ou En Nhas.

Le souk est situé entre le souk El Grana et la rue de la Kasbah. En dépit de la saleté et du bruit, ce souk est relativement proche du centre de la médina à cause de sa fonction utilitaire.

## Description
Partiellement recouvert de voûtes croisées, il possède une cinquantaine de boutiques. Une boutique type se divise par une cloison :
- L'arrière-boutique où se fait le travail de chaudronnerie ; le four se trouve dans cette partie et le sol n'est pas pavé pour faciliter le martelage du cuivre[1] ;
- L'avant-boutique où s'effectue la vente ; les ustensiles sont soit posés à même le sol soit sur des étagères[1].

## Produits

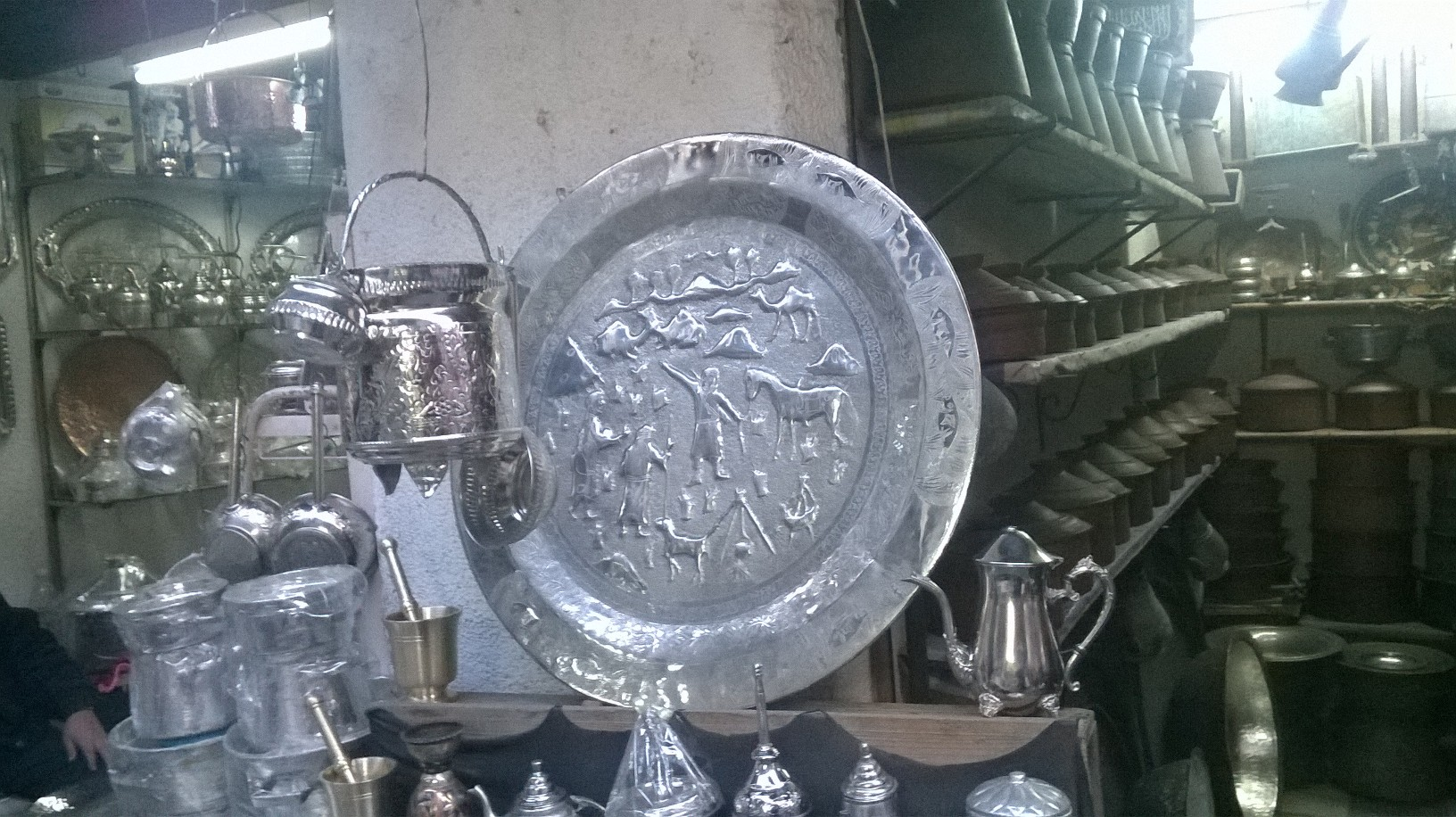
Produits du souk.

Les produits sont de deux catégories :
- Les ustensiles de cuisine en cuivre qui sont de plus en plus rares à cause de la concurrence des produits manufacturés ;
- Les produits de l'artisanat qui sont destinés à la consommation touristique et qui se vendent sur les axes touristiques.

Le trousseau de la jeune fille comportait autrefois un grand nombre d'ustensiles en cuivre.
La plaque de cuivre est transformée en une forme voulue à la suite de différentes opérations comme le martelage, le dressage, le cambrage et le planage. Les pièces terminées sont recouvertes d'une couche d'étain pour les protéger de l’oxydation du cuivre.
Il existait par le passé une corporation autre que les chaudronniers pour réaliser l'étamage du cuivre, de nos jours ce sont ces derniers qui le réalisent.

## Témoignages
Charles Lallemand, qui visite la Tunisie à la fin du XIXe siècle, livre un témoignage sur ce souk :

« De la rue de la Kasbah on rejoint le souk des cuivres, qui retentit du martèlement des pièces métalliques. Les boutiquiers du souk vendent des ustensiles, des récipients, des bassines, des plateaux, des patènes, des vases, des casseroles en fer-blanc, ayant la forme d'un cône tronqué et emmanchées sur un long tube également en fer-blanc pour préparer le café : des bassines métalliques dans lesquelles les marchands de pois secs torréfient pois chiches, grains de courges, amandes, arachides et pistaches, des poêles pour frire les beignets, des plateaux de cuivre pour la maison, des patènes comme celles que l'on trouve à l'entrée de tous les cafés. Les artistes arabes sont des fantaisistes. Ils donnent à certains vases des formes d'oiseaux, animaux et surtout de poissons : et ils s'ingénient à trouver des combinaisons bizarres destinées à émerveiller le public. Les grands plats à beignets montés sur un pied sont très décoratifs, les grands vases parfois fort beaux : il en est dont l'ornement, de pure tradition, est remarquable. »